# Browning (Missouri)
Browning é uma cidade localizada no estado americano de Missouri, no Condado de Linn e Condado de Sullivan.

## Demografia
Segundo o censo americano de 2000, a sua população era de 317 habitantes. 
Em 2006, foi estimada uma população de 301, um decréscimo de 16 (-5.0%).

## Geografia
De acordo com o United States Census Bureau tem uma área de 
1,4 km², dos quais 1,4 km² cobertos por terra e 0,0 km² cobertos por água. Browning localiza-se a aproximadamente 241 m acima do nível do mar.

## Localidades na vizinhança
O diagrama seguinte representa as localidades num raio de 24 km ao redor de Browning. 